# War’n Sie schon mal in mich verliebt?
War’n Sie schon mal in mich verliebt? ist ein Kino-Dokumentarfilm von Douglas Wolfsperger über Max Hansen. Der Film wurde mit dem Prädikat „Besonders wertvoll“  der Filmbewertungsstelle Wiesbaden (FBW) ausgezeichnet.

## Inhalt
Max Hansen ist einer der großen Unterhaltungsstars der Weimarer Republik. Er ist einer der Gründer des legendären Kabarett der Komiker. In der Rolle des Kellners Leopold im Musical Im weißen Rössl (Berlin 1930) feiert er Erfolge. Kabarettistische Streiche und jüdische Abstammung bremsen jedoch seine Karriere nach Hitlers Machtübernahme jäh. Nach einer Zwischenstation in Wien, wo er „nebenbei“ Zarah Leander entdeckt, baut sich Hansen in Skandinavien eine neue Existenz auf. Es gelingt ihm, eine neue Biografie zu inszenieren und sich den „Arier-Nachweis“ zu beschaffen. Doch die Angst bleibt unbesiegt: Hansen kehrt nicht nach Deutschland zurück.
Douglas Wolfsperger verwebt in War'n Sie schon mal in mich verliebt? ein Künstlerporträt, ein Zeitdokument und ein Sittenbild zu einem Mosaik, mit den subtilen Bildern von Igor Luther (Die Blechtrommel) und der kontrastierenden Musik von Haindling. Wolfsperger mischt alte Filmdokumente mit neuen Gesprächen und lässt auch Hansens Kinder Max Hansen junior und Ann-Mari Max Hansen, die ebenfalls Schauspieler sind, zu Wort kommen, aber auch dessen Fans und Zeitgenossen, ehemalige Kollegen und spätere Stars wie Brigitte Mira.
War'n Sie schon mal in mich verliebt? ist das Porträt eines vergessenen Superstars. Es ist auch ein Dokument über die künstlerisch fruchtbarste Zeit der Weimarer Republik, als Film, Theater und Kabarett auf Weltniveau blühten. Und es ist ein Film, der retrospektiv über die Umbrüche der deutschen Unterhaltungsindustrie in der Zeit des Nationalsozialismus berichtet, und über die Probleme, welche viele Emigranten mit ihrer einstigen Heimat noch lange nach dem Ende der Zeit des Nationalsozialismus hatten.

## Kritik
- Douglas Wolfsperger entdeckt mit dem hinreißenden Filmporträt ,War'n Sie schon mal in mich verliebt?‘ den vergessenen Ufa-Star Max Hansen neu. (Zitty, Martin Schwarz)

- Diese überfällige Wiederentdeckung eines einst populären Schauspielers ist unterhaltsam und aufschlussreich, nicht zuletzt wegen der köstlichen Filmausschnitte, die Hansen als begnadeten Komiker zeigen. (Hamburger Abendblatt, Michael Ranze)

- Wahrlich ein schweres Thema, und doch eine liebevolle, mit Leichtigkeit erwirkte Annäherung, auch dank der wunderbaren Zeitzeugen, u. a. Brigitte Mira in ihrem allerletzten Film. Die vergessene Liebesgeschichte eines Volkes zu einem ihrer großen Stars. (Die Welt, Peter Zander)

- Regisseur Douglas Wolfsperger hat mit 'War'n Sie schon mal in mich verliebt?' einen ungewöhnlich gut recherchierten Dokumentarfilm über einen ungewöhnlichen Künstler und seine ungewöhnliche Karriere geschaffen. (Politiken, Kopenhagen)

- Douglas Wolfspergers Film über den Sänger, Schauspieler und Entertainer Max Hansen, einem Unterhaltungsstar der Weimarer Republik, verknüpft beeindruckend politische und private Geschichte zu einer schillernden Biografie. (epd-Film, Rudolf Worschech)

## Preise
- Dokumentarfilmpreis, 27. Biberacher Filmfestspiele, 2005

## Festivals
- Uraufführung beim Internationalen Filmfestival Locarno, 8. August 2005
- Nordische Filmtage Lübeck, 3.–6. November 2005
- Biberacher Filmfestspiele, 3.–6. November 2005
- Kinofest Lünen, 10.–13. November 2005
- Internationales Filmfest Braunschweig, 8.–13. November 2005
- Film- und Videofest Kassel, 8.–13. November 2005